# جابر القحطاني
جابر القحطاني طبيب وكاتب سعودي وخبير في العقاقير والنباتات الطبية، ولد في مدينة أبها عام 1364هـ (1945م). شغل العديد من المناصب الإدارية والصحية من بينها رئاسة قسم العقاقير بكلية الصيدلة، وعمله مديراً لمركز أبحاث النباتات الطبية والعطرية والسامة في جامعة الملك سعود، وتولى منصب رئيس لجنة تسجيل الأدوية العشبية والمستحضرات في وزارة الصحة. وهو حاصل على وسام الملك عبد العزيز من الدرجة الأولى عام 2005م.

## التعليم
- حصل على البكالوريوس في الصيدلة والكيمياء الصيدلية من جامعة الملك سعود عام 1386 - 1387هـ.
- حصل على دكتوراه الفلسفة في العقاقير من كلية الصيدلة جامعة ليفربول في بريطانيا عام 1396هـ.[2]

## العمل
- رئيس قسم العقاقير بكلية الصيدلة في جامعة اللك سعود من عام 1406هـ[3]
- عين مديراً لمركز أبحاث النباتات الطبية والعطرية والسامة لمدة سنتين عام 1989م إضافةً لرئاسته لقسم العقاقير.
- مدير مركز أبحاث النباتات الطبية والعطرية والسامة في جامعة الملك سعود من عام 2004م (1425هـ).
- رئيس اللجنة العلمية المركزية لطب الاعشاب في السعودية من 1999م إلى 2004م.
- عين رئيساً للجنة تسجيل الأدوية العشبية والمستحضرات الصحية في وزارة الصحة.[4]
- عمل مستشاراً غير متفرغ لوزارة الصحة، وللإدارة العامة لمكافحة المخدرات.
- عمل وكيلاً لكلية الصيدلة في جامعة الملك سعود لمدة سنتين بداية من 1398هـ.
- عمل معيداً بقسم العقاقير بكلية الصيدلة في جامعة الملك سعود عام 1967م (1387 - 1388هـ)، ثم عين مدرساً بقسم العقاقير عام 1396هـ، ثم أصبح أستاذاً في نفس القسم عام 1398هـ، ثم رقي إلى درجة أستاذ مشارك عام 1400هـ، ثم إلى درجة أستاذ عام 1406هـ.[2]

## العمل الإعلامي
- يعد صفحة أسبوعية في جريدة الرياض عن طب الأعشاب من عام 1420هـ.[5]
- يقدم برنامجاً أسبوعياً عن «طب الأعشاب والطب البديل» في قناة الإخبارية السعودية من عام 1424هـ.

## إصدارات
| م | الكتاب                             | سنة النشر | ملاحظات   |
| - | ---------------------------------- | --------- | --------- |
| 1 | أعشاب الموت: قصص من الواقع         | 2000      |           |
| 2 | موسوعة جابر لطب الأعشاب            | 2008      | 4 مجلدات. |
| 3 | 1000 سؤال وجواب في علم الأعشاب     | 2008      | [ 6 ]     |
| 4 | صحتك في الفيتامينات والمعادن       | 2010      |           |
| 5 | الطب البديل مكمل للطب الحديث       | 2011      |           |
| 6 | حياتي                              | 2014      |           |
| 7 | السموم داء ودواء                   | 2019      |           |
| 8 | دليل الأدوية العشبية للممارس الصحي | 2021      | [ 7 ]     |

## تكريم وجوائز
- حصل على وسام الملك عبد العزيز من الدرجة الأولى عام 2005م.[8]
- منح جائزة الموهوبين من مؤسسة الملك عبد العزيز للموهوبين عام 1422م.
- منح ميدالية جامعة الملك سعود للتميز العلمي عام 1428هـ.